# 宇文盛 (破野頭氏)
宇文 盛（うぶん せい、? - 580年）は、中国の西魏・北周の軍人。字は保興。本姓は破野頭（費也頭）。本貫は代郡武川鎮（現在の内モンゴル自治区フフホト市武川県）。

## 経歴
沃野鎮軍主の宇文文孤の子として生まれた。宇文丘の兄にあたる。宇文泰の幕下に入り、侯莫陳悦を討つと、威烈将軍に任ぜられ、漁陽県子に封ぜられた。537年、都督を兼ねた。従軍して竇泰を討ち、弘農を奪い、沙苑の戦いに参加すると、都督・平遠将軍・歩兵校尉となり、爵位は公に進んだ。馮翊郡守となり、帥都督・西安州大中正・通直散騎常侍・撫軍将軍を加えられた。大都督・車騎大将軍・儀同三司・驃騎大将軍・開府儀同三司・塩州刺史を歴任した。557年、楚公趙貴が宇文護の殺害を謀っていると密告した。趙貴が処刑されると、宇文盛は大将軍に任ぜられ、爵位は忠城郡公に進み、都督涇州諸軍事として出向した。賀蘭祥の下で洮陽・洪和の二城を平定した。延州総管に転じ、位は柱国に進んだ。
570年、入朝して大宗伯となった。571年、斉公宇文憲の下で北斉を攻撃した。ときに汾州が北斉軍の包囲を受けること長く、宇文盛は宇文憲の命を受けて汾州に食糧を運び込んだ。その後、姚襄城におもむいた。北斉の段韶が大軍を率いてやってくると、宇文盛は奮戦してこれをはばんだ。段韶が撤退すると、宇文盛は大寧城を築いて帰還した。573年、少師に任ぜられた。576年、武帝の下で北斉を攻撃し、歩騎1万を率いて、汾水関を守った。宣帝が即位すると、上柱国の位を受けた。580年、死去した。
子の宇文述が後を嗣いだ。

## 伝記資料
- 『周書』巻29 列伝第21
- 『北史』巻66 列伝第54